# Боднар, Мацей
Мацей Боднар (пол. Maciej Bodnar, род. 7 марта 1985 в Вроцлаве, Польша) — польский профессиональный шоссейный велогонщик, выступающий с 2017 года за команду «Bora-Hansgrohe». Многократный чемпион Польши в индивидуальной гонке с на время. Участник летних Олимпийских игр 2012 года. Участник летних Олимпийских игр 2016 года.

## Победы
2006
- Чемпион Польши до 23 лет в индивидуальной гонке на время

2007
- Чемпион Польши до 23 лет в индивидуальной гонке на время
- Гран-при Брадло

2008
- Чемпионат Польши
  -  2-е место в индивидуальной гонке на время
  -  3-е место в групповой гонке

2009
- Чемпион Польши в индивидуальной гонке на время

2010
- Джиро д’Италия — этап 4 (ТТТ)
- Неделя Коппи и Бартали — этап 1b (ТТТ)
- Чемпионат Польши
  -  2-е место в индивидуальной гонке на время
  -  3-е место в групповой гонке

2012
- Чемпион Польши в индивидуальной гонке на время

2013
- Чемпион Польши в индивидуальной гонке на время

2014
- Три дня Де-Панне — этап 3b (ТТТ)
- Чемпионат Польши — 2-е место в индивидуальной гонке на время

2015
- Тур Польши — 4 этап
- 2-й — Тур Катара
- 8-й — Чемпионат мира — Индивидуальная гонка

2016
- Три дня Де-Панне — этап 3b (ITT)
- Чемпион Польши в индивидуальной гонке на время
- 6-й — Олимпийские игры — Индивидуальная гонка
- 4-й — Чемпионат мира — Индивидуальная гонка

2017
- Тур де Франс — этап 20 (IТТ)
- 2-й  — Чемпионат Европы — Индивидуальная гонка
- 3-й  — Чемпионат Польши в индивидуальной гонке

2018
- Чемпионат Польши
  - 1-й  в индивидуальной гонке
  - 2-й в групповой гонке

## Статистика выступлений наГранд Турах

### Гранд-туры
| Гонка           | 2009 | 2010 | 2011 | 2012 | 2013 | 2014 | 2015 | 2016 | 2017 | 2018 |
| --------------- | ---- | ---- | ---- | ---- | ---- | ---- | ---- | ---- | ---- | ---- |
| Джиро д'Италия  | —    | 127  | —    | 117  | —    | —    | —    | —    | —    | —    |
| Тур де Франс    | —    | —    | 143  | —    | 114  | 112  | —    | 159  | 117  | 122  |
| Вуэльта Испании | 131  | —    | —    | 138  | —    | 122  | 140  | —    | —    | —    |

| — | Не участвовал |